# An-Institut
An-Institut tên tiếng Đức chỉ một viện nghiên cứu về tổ chức cũng như về pháp lý độc lập, mà sáp nhập vào một trường đại học. Về pháp lý nó là một tổ chức tư nhân, những chủ nhân có thể là phối hợp giữa nhà nước, đại học, hội, giáo sư và nền kỹ nghệ. Một An-Institut thường được điều hành bởi một hay nhiều giáo sư của trường đại học, và làm thêm tại An-Institut. Tuy nhiên đó không phải là điều bắt buộc.

## Sự hình thành
Theo truyền thống, viện là một cơ sở thuộc các trường đại học. Một viện thường có một hay nhiều ghế giáo sư đại học. Vì các đại học về pháp lý thường là các tổ chức công phải theo những quy luật riêng của nó. Nhiều khi nó được xem là bị hạn chế. Cho nên từ thập niên 1980, nhiều cơ sở An-Institute được hình thành.